# Hraniční přechod Sufa
Hraniční přechod Sufa (hebrejsky: מעבר סופה, Ma'avar Sufa) je hraniční přechod mezi Izraelem a pásmem Gazy určený pro silniční přepravu.
Nachází se v nadmořské výšce cca 60 metrů nedaleko izraelské vesnice Sufa, cca 42 kilometrů západně od Beerševy a cca 30 kilometrů jihozápadně od města Gaza. 
Na dopravní síť je na izraelské straně napojen pomocí lokální silnice 240.

## Dějiny
Hraniční přechod Sufa slouží jako jeden z mála hraničních přechodů mezi Izraelem a pásmem Gazy. Před rokem 2005 sloužil tento přechod zároveň i jako jedna ze silničních spojnic mezi Izraelem a blokem izraelských osad v Gaze Guš Katif. Po provedení jednostranného stažení Izraele z Gazy v létě roku 2005 ovšem přechod sloužil výlučně pro výměnu zboží mezi Izraelem a pásmem Gazy, respektive pro dodávky pomoci do pásma Gazy. Zaměřoval se na dodávky stavebního materiálu do Gazy.
Jako jedno z hlavních míst kontaktu mezi Izraelci a palestinskými obyvateli pásma Gazy zde opakovaně docházelo k útokům. V prosinci 2000 při výbuchu nastražené silniční bomby poblíž hraničního přechodu Sufa zahynuli dva izraelští vojáci. K akci se přihlásil Palestinský islámský džihád. 
25. června 2006 dva izraelští vojáci zemřeli při průniku palestinského komanda napojeného na hnutí Hamás, které se tunelem dostalo přes gazskou hranici v prostoru mezi hraničním přechodem Sufa a hraničním přechodem Kerem Šalom. Jeden voják (Gil'ad Šalit) byl zároveň unesen. 
V říjnu 2007 se poblíž přechodu odehrála přestřelka s palestinskými ozbrojenci. Zabit byl jeden izraelský voják. Opakovaně tu také docházelo k útokům izraelských sil na palestinské civilisty, kteří se dostali do blízkosti hraničního pásma.
Kvůli prohloubení blokády a izolace Gazy po ovládnutí této oblasti hnutím Hamás a po únosu Gilada Šalita palestinskými ozbrojenci v červnu 2006 došlo k omezení provozu většiny hraničních přechodů do Gazy. Například nedaleký hraniční přechod Karni byl od září 2006 dle zpráv z prosince 2006 prakticky trvale uzavřen. Koncem roku 2006 se organizace UNRWA napojená na OSN pokusila odbavit skrz přechod Sufa část dodávek potravin. To se ale setkávalo s nesouhlasem palestinských obchodníků, kteří jej využívali předtím a nyní se odbavení jejich zásilek zpožďovalo. 
V srpnu 2010 se uvádělo, že přechod Sufa je od března 2009 opět uzavřený.